# لیز فریزر (بازیگر)
لیز فریزر (انگلیسی: Liz Fraser; ۱۴ اوت ۱۹۳۰ – ۶ سپتامبر ۲۰۱۸) هنرپیشه اهل بریتانیا بود. وی بازیگر فیلم‌هایی همچون دانکرک، من خوبم جک، نژاد بولداگ، ارتش بابا، ماجراهای راننده تاکسی، شیکاگو جو و دختر نمایش و قایم‌موشک بوده‌است.